# 斯特拉福德站
斯特拉福德站是英國東倫敦斯特拉福德的大型鐵路站，英國國家鐵路大盎格利亞、c2c、倫敦地上鐵、伊利沙伯線、以及碼頭區輕軌鐵路、倫敦地鐵中央線和銀禧線均在此設站。本站位於倫敦軌道運輸第2及3收費區。為了與位於英格蘭中部沃里克郡的埃文河畔斯特拉特福站作出區分，本站亦稱斯特拉福德（倫敦）站。而為了區分距離它370米遠的斯特拉福德國際站，本站亦稱斯特拉福德區域站。本站為2012年夏季奧林匹克運動會的重要抵達點。
本站是英國重要的車站之一，每年處理超過2100萬乘客，使之成為倫敦第13繁忙的車站及全英國第20繁忙的車站。

## 歷史

### 早期：1839-62年
1839年6月20日，東郡鐵路（East Counties Railway，日後大東部鐵路的組成公司）斯特拉福德站啟用。當時站房座落於天使里（此里於本站東端以橋樑跨越鐵路）。1840年9月15日，北部及東部鐵路（Northern And Eastern Railway）獲授權興建的本站到布羅克斯本（Broxbourne）一段鐵路落成，並於本站連接東郡鐵路。此外，一座車廠亦於本站西側、鐵路旁邊落成。 該車廠和機務段隨後進一步擴展到車站西面、現在西田斯特拉特福德城和斯特拉福德國際站一帶。
東郡鐵路公司在籌劃興建鐵路的工程時，並未有法例規管軌距的選擇。公司的董事傾向採用大西部鐵路的軌距（2,134毫米，7英尺）。工程師約翰·布雷斯韋特（John Braithwaite）向董事指出興建5英尺（1,524毫米）路軌的成本較低，而且能減少對火車零件的磨損，最後成功說服董事將軌距制定為5英尺。由於北部及東部鐵路公司希望使用東郡鐵路公司的斯特拉福德至主教門一段鐵路，讓旗下列車得以進入倫敦市中心，這意味着北部及東部鐵路公司亦需採用相同的軌距興建自己的鐵路。
隨着東郡鐵路於1840年代初期擴展，軌距1,435毫米為更現實的選擇。因此東郡鐵路公司在1844年9至10月將旗下鐵路軌距改為1,435毫米，北部及東部鐵路公司也為自己的鐵路進行了同樣的工程。
本站下層月台的所屬鐵路於1846年4月29日啟用。當時鐵路屬東郡及泰晤士交匯鐵路，並只供貨物使用。最初鐵路只通往泰晤士碼頭（堡溪口一帶）。位於本站、跨越這條鐵路上方的鐵路橋對許多鐵路機車來說太矮了，因此駛往此鐵路的機車均需配備可以分為兩節的煙囪，使列車能正常駛過鐵路橋下方。東郡及泰晤士交匯鐵路落成啟用時，連接大東部主線的聯絡線亦同步落成，使列車能夠由科爾切斯特直接駛到泰晤士碼頭。1847年，東郡及泰晤士交匯鐵路延長至北伍利奇，以接駁伍利奇過河渡輪，並同時增設客運列車服務。 
1846年7月18日，一輛貨運列車於本站撞向一列載客火車（由伊普斯維奇出發）車尾，導致10人重傷，其中一人最後傷重不治。
1847年，新站房落成，並取代了原本位於天使里的站房。它位於分別通往劍橋和科爾切斯特的兩條鐵路間的V形地上。
1854年4月13日，倫敦、提伯利及紹森德鐵路開展客運業務。該鐵路於本站以北數英里處的森林門交匯處匯入大東部主線，使倫敦、提伯利及紹森德鐵路列車得以服務本站。當時這些列車均會於本站拆解，部分前往主教門站，另一部分則前往芬卓奇街站。由於芬卓奇街位置較為便利，乘客普遍傾向使用前往該站的列車以進入倫敦市。因此列車拆解的安排於1856年取消，倫敦、提伯利及紹森德鐵路列車改為主要服務芬卓奇街站。
由於本站很快成為出現擠塞的情況，倫敦、提伯利及紹森德鐵路公司於1856年獲准興建巴金至堡的鐵路。該鐵路於1858年通車，此後倫敦、提伯利及紹森德鐵路的列車不再繞經本站前往芬卓奇站。
1855年，北倫敦線分別設有通往本站上層和下層月台的聯絡線，並設有通往東郡及泰晤士交匯鐵路的聯絡線，使來往利物浦街車站和北伍利奇的列車毋須經過站。雖然如此，這些列車仍會停靠離本站很近的斯特拉特福橋站（1880年改稱斯特拉特福市場站）。1866年，北倫敦線開始有由維多利亞公園站始發，經過聯絡線，最後到達斯特拉福德市場站的列車服務。這項服務由每年由北倫敦鐵路（North London Railway）和大東部鐵路（Great Eastern Railway）輪流營運，直至1874年10月31日服務終止。
1856年，本站開始提供前往勞頓站的列車服務，當時列車於李河谷線月台始發。這些列車會於本站以北半英里處的勞頓支線交匯處離開主線。最初每日有九對列車來往勞頓和芬卓奇街站（週日為主教門站）。
1860年代，東安格利亞的鐵路公司陷入了財務困境，所以大部分鐵路都出租予東郡鐵路。這些公司希望與東郡鐵路公司正式合併，但直到1862年才得到政府批准。1862年，大東部鐵路公司因為合併而成立。而斯特拉特褔站也在同年交給大東部鐵路管理。

### 大東部鐵路：1862-1923年

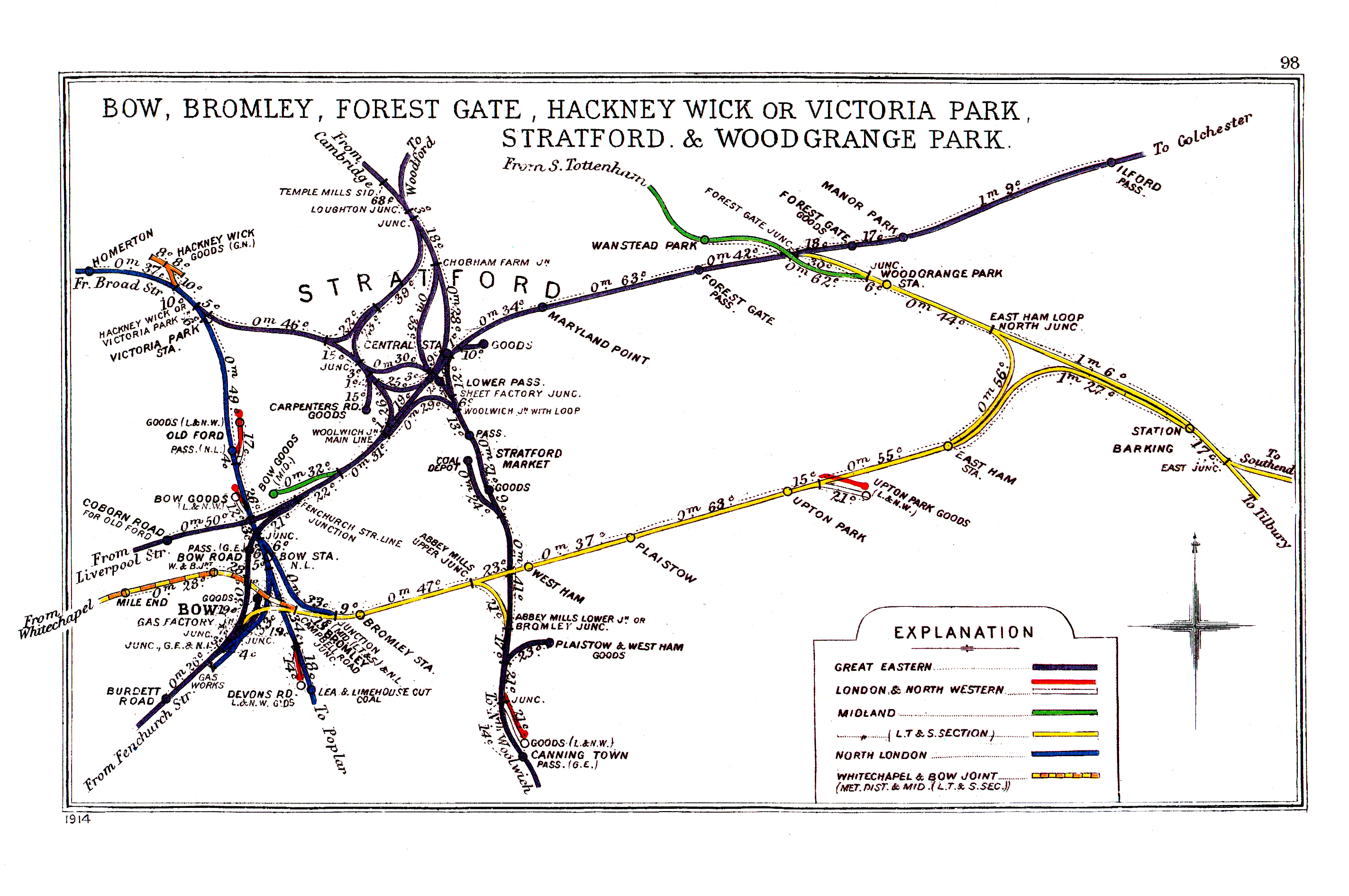
1914年在斯特拉特褔站附近的鐵路

1886年12月26日，一列列車於本站出軌，但並未造成人命傷亡。事故原因是路軌的對向道岔没有鎖緊。
1896年，位於本站下層的鐵路路基被挖深，自此駛往本站下層月台的機車毋需配備可以分為兩節的煙囪。
1889年，由於大東部鐵路的交通日漸繁忙，大東部鐵路公司計劃四線化貝思納爾綠地至堡交匯處、馬利蘭角至羅姆福德兩段鐵路。除此以外，鐵路公司亦於1891至1893年間增設兩線鐵路前往堡交匯處，使本站至堡交匯處一段鐵路總共有六線（分別稱為區間上下行、越行上下行和芬卓奇街上下行）。
最初越行上下行線於本站均不設月台，導致列車運作出現問題。因此大東部鐵路公司於1897年7月決定於越行上行線增設月台。新月台於1900年落成啟用。
1903年5月1日，菲爾洛普環線（北半環成為日後中央線的海諾特環線一部分）啟用。當時列車會以循環線形式服務（利物浦街 - 斯特拉福德 - 伊爾福德 / 伍德福德 - 菲爾洛普環線 - 伍德福德 / 伊爾福德 - 斯特拉福德 - 利物浦街）。

### 倫敦及東北鐵路：1923-48年
1923年1月1日，大東部鐵路公司、大北部鐵路公司、東北鐵路公司及其他鐵路公司合併成倫敦及東北鐵路。
1930年代，由於很多蒸汽鐵路乘客已改為乘搭路面電車，鐵路公司計劃使用1500伏的直流電系統電氣化利物浦街車站到仙菲爾德一段鐵路。 採用1500伏特直流電。1938年，主要合同批出，電氣化工程亦隨之展開。 儘管第二次世界大戰在1939年爆發，但電氣化工程一直持續到1940年後期。1946年2月，倫敦及東北鐵路宣佈恢復電氣化工程。
1946年10月5日，倫敦及東北鐵路與中央線的轉乘月台啟用。由於中央線利物浦街至本站的隧道工程因二戰而被迫延誤，中央線列車於1946年12月4日才開始服務本站。
中央線工程開展前，前往翁加爾站 / 菲爾洛普環線的列車會於本站11、12號月台始發，先駛經李河谷線，並於本站以北半英里處進入翁加爾支線。此外，前往菲爾洛普環線的列車亦會使用現5號（上行）、8號（下行）月台，這些列車會先駛經大東部主線，並於伊爾福德和七國王之間的交匯處進入菲爾洛普環線。現時伊爾福德至紐貝利公園站一段鐵路已被拆除，接近伊爾福德的一段鐵路則改建為伊爾福德機務段。中央線於1947年5月5日延伸到萊頓斯通站，該站至紐貝利公園站的新隧道則於同年12月14日啟用，成為海諾特環線的一部分。此後，中央線沿著前大東部鐵路的支線分别逐步延伸至翁嘉爾站（Ongar，已於1994年關閉）（途經艾平站）和海諾特站。延伸工程於1957年完成。

### 英國鐵路：1948-96年

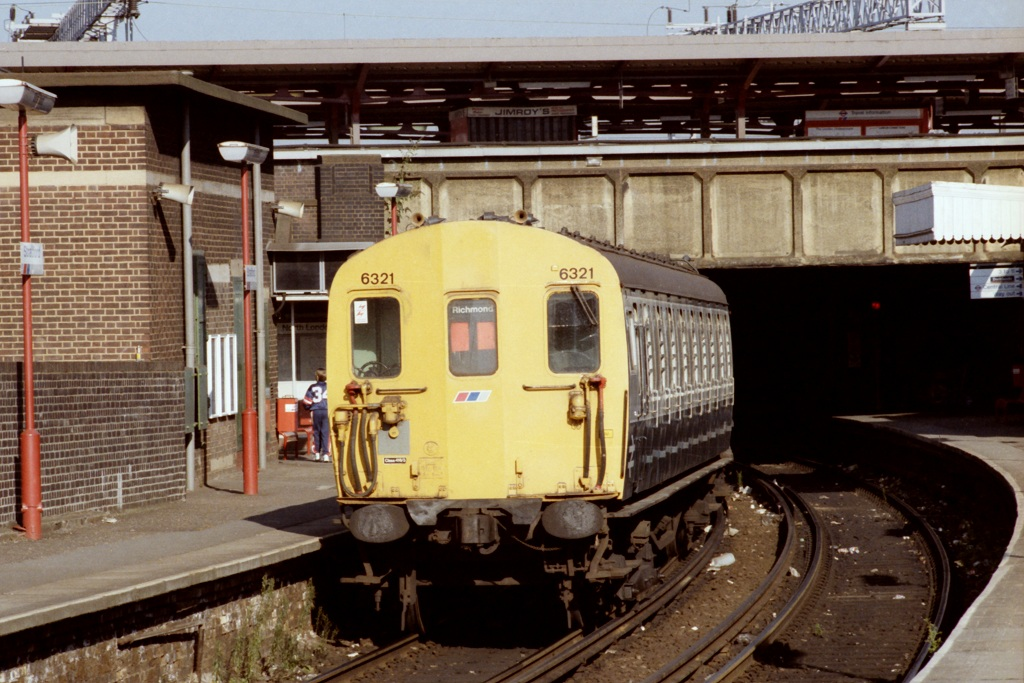
1987年時本站的下層月台

1960-61年，英國鐵路將利物浦街至切爾姆斯福德一段大東部主線、仙菲爾德至紹森德線的1500伏特的直流電系統改為6250伏特的交流電系統。
1980年秋季，英國鐵路再將利物浦街至仙菲爾德一段大東部主線的交流電系統由6250伏特改為25,000伏特。
1987年8月31日，碼頭區輕便鐵路啟用，並以本站為北端總站。

### 私有化時期：1996 - 現今
1990年代後期，本站的下層月台因銀禧線延伸工程而被大幅重建。部分下層月台和一座新建的票務廳自此被一座以玻璃、鋼材建成的大型建築物覆蓋。位於本站東端的舊票務廳及其連接通道則被拆除。銀禧線本站至北格林尼治段於1999年5月14日展開載客服務。同年11月20日，銀禧線全線通車。
2009年4月，北倫敦線列車由原本使用本站下層1、2號月台改為使用新落成的上層1、2號月台。碼頭區輕便鐵路列車因此得以使用下層1、2號月台（重建後改稱16、17號月台），並於2011年8月將服務延伸至斯特拉福德國際站。
2022年11月6日，位於本站至白教堂站間、連接橫貫鐵路和大東部主線的聯絡線落成啟用。除了清晨及深夜少數以利物浦街國鐵站為總站的列車外，服務本站的伊利沙伯線列車已改為來往帕丁頓和仙菲爾德站。

## 車站設計

2005年10月於本站票務廳所攝的360°全景照片：上層月台位於相片中央，下層月台則位於右方，通往銀禧線的閘口則位於左方遠處（現已拆除）

2008年8月於相同位置所攝的360°全景照片：碼頭區輕便鐵路的新月台位於相片左方，正在建設中、額外的中央線西行月台則位於中央

### 上層月台
- 1、2號月台供倫敦地上鐵北倫敦線列車使用，並設有無障礙通道至12號月台、行人隧道至3-11號月台[18]。這兩座月台均可容納六節列車。
- 3、3A和6號月台供倫敦地鐵中央線列車使用，其中乘客可於3、6號月台跨月台轉乘伊利沙伯線和週末使用5、8號月台的c2c列車服務。
- 4、7號月台為閒置月台。1940年代，利物浦街至仙菲爾德一段鐵路電氣化後，倫敦及東北鐵路公司曾計劃增設來往芬卓奇街和本站的穿梭列車服務，中途停靠斯特普尼東（現石灰屋站）和堡路車站（已於1949年廢棄），並使用本站4、7號月台，最終計劃並未實施。1987-2007年，4號月台曾為碼頭區輕便鐵路總站。2007年，碼頭區輕便鐵路改為使用於4號月台南端新建的兩座新月台，使4號月台被重新閒置。
- 4A、4B號月台（月台標示為4號月台）供碼頭區輕便鐵路 斯特拉福德—金絲雀碼頭 列車使用（早上繁忙時段亦供斯特拉福德—劉易舍姆列車使用）。
- 5、8號月台供伊利沙伯線、週末來往利物浦街和紹森德的c2c列車使用。
- 9、10、10A號月台供大盎格利亞、行經本站至諾維奇一段大東部主線全段或部分路段的列車使用。
- 11、12號月台於週一至週六供大盎格利亞 本站—畢曉普斯托福德 列車使用（繁忙時段亦供本站—哈特福東 / 哈洛鎮 / 布羅克斯本 / 劍橋列車使用），週日則供 本站—哈特福東 列車使用。

### 下層月台
- 13-15號月台供銀禧線列車使用，三座月台均屬港灣式月台[19]。月台南端設有行人天橋連接各月台。自2018年起，大部分列車均使用14、15號月台，13號月台則主要供深夜及通宵列車使用。
- 16、17號月台供碼頭區輕便鐵路 斯特拉福德國際—伍利奇兵工廠 列車使用，其中16號為北行、17號為南行月台。這兩座月台於1980年代至2006年曾供北倫敦線 列治文—北伍利奇 列車使用。2006年本站至北伍利奇的鐵路關閉後，這兩座月台曾成為北倫敦線總站。北倫敦線列車於2009年起改用上層1、2號月台，這兩座月台則於2011年改供碼頭區輕便鐵路使用。

## 列車服務

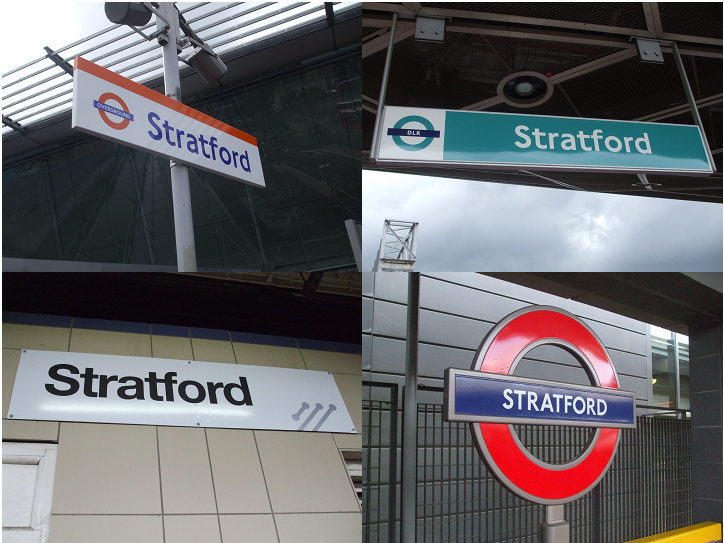
來自不同營運方的本站站名標誌（順時針自左上角）：倫敦地上鐵、碼頭區輕便鐵路、倫敦地鐵（銀禧線）和大盎格利亞

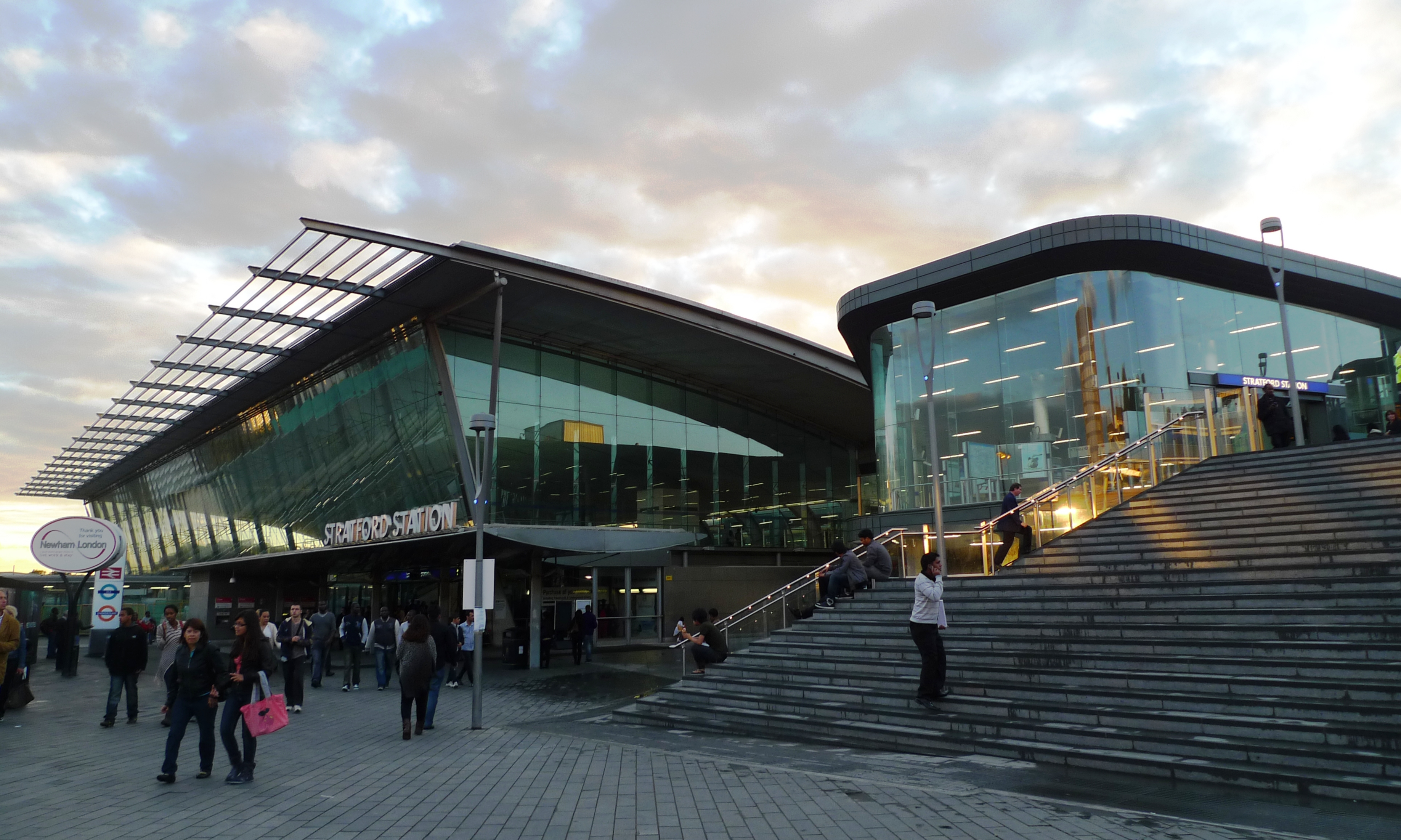
本站南出入口

| 營運方/路線            | 列車班次（每小時） |
| ---------------------- | --- |
| 倫敦地鐵 中央線        | 西行 9班 往 西萊斯里普 9班 往伊靈大道 3班 往 諾霍特 3班 往 白城                                                                                                   |
| 倫敦地鐵 中央線        | 東行 9班 往 埃平 9班 往 海諾特 3班 往 勞頓 3班 往 紐貝利公園 |
| 倫敦地鐵 銀禧線        | 12班 往 史丹摩 4班 往 西漢普斯特德 4班 往 威爾斯登綠地 4班 往 溫布利公園                                                                                          |
| 伊利沙伯線             | 西行 8班 往 帕丁頓 |
| 伊利沙伯線             | 東行 8班 往 仙菲爾德 |
| 倫敦地上鐵             | 4班 往 列治文 4班 往 克拉珀姆交匯 |
| 碼頭區輕便鐵路         | 12班 往 金絲雀碼頭 經 波普勒 |
| 碼頭區輕便鐵路         | 8班 往 斯特拉特福德國際 |
| 碼頭區輕便鐵路         | 8班 往 伍利奇兵工廠 經 倫敦城市機場 |
| 大盎格利亞             | 7班 往 利物浦街 |
| 大盎格利亞             | 3班 往 紹森德維多利亞 2班 往 畢曉普斯托福德 2班 往 梅里迪恩塘 1班 往 諾維奇（只供上車） 1班 往 布倫特里 1班 往 濱海克拉克頓 1班 往 科爾切斯特鎮 1班 往 伊普斯威奇 |
| c2c （僅週末提供服務） | 2班 往 舒伯里內斯 2班 往 利物浦街 |